# William Ecclestone
William Ecclestone (1873 – 1937) là một cầu thủ bóng đá người Anh thi đấu ở vị trí wing half.